# Нижнє Маялово
Нижнє Мая́лово (рос. Нижнее Маялово) — присілок у складі Підосиновського району Кіровської області, Росія. Входить до складу Демьяновського міського поселення.
Населення становить 156 осіб (2010, 187 у 2002).
Національний склад станом на 2002 рік — росіяни 96 %.